# گلخانه خورشیدی
گلخانهٔ خورشیدی به طرحی از گلخانه‌ها گفته می‌شود که در آن از انرژی خورشیدی استفادهٔ بهینه می‌گردد تا استفاده از سوخت فسیلی و انرژی فسیلی حذف شده یا کاهش یابد.

## مقدمه
گلخانه‌های خورشیدی برای مناطق سرد و جاهایی که گرمایش، مهم‌تر از سرمایش است مناسب است. انرژی خورشیدی توسط گلخانه جذب و به درون خانه تزریق می‌شود و بدین ترتیب چرخش تهویه‌ای هوا انجام می‌گیرد. در بسیاری از مواقع یک گلخانه باید دارای یک ذخیرهٔ حرارتی داخلی نیز باشد تا نوسان دمای آن کاهش یابد. فضای گلخانه نیز باید دارای تهویه و سایه‌اندازی مناسب باشد تا در تابستان از جذب گرمای بیش از حد جلوگیری نماید. گلخانهٔ خورشیدی از متنوع‌ترین و فراگیرترین سامانه‌های ایستا است که انرژی گرمایی خورشید را به فضای کار و زندگی منتقل می‌نماید. طراحی جانمایی و بدنهٔ اصلی آن به نوع اقلیم و عملکرد خود بنا بستگی دارد. آب با ظرفیت گرمایی بالا باعث به وجود آمدن هوایی مناسب و لطیف خواهد شد. یکی از راه‌های انتقال گرمای ذخیره شده در گلخانه این است که خاصیت جابه‌جایی هوا را امکان‌پذیر می‌نماید.

## خصوصیات
عواملی که این گلخانه‌ها را از گلخانه‌های معمولی متمایز می‌سازند عبارت‌اند از:
- جهت و شیب پوشش
- مواد ذخیره‌ای
- عایق‌بندی
- تهویهٔ طبیعی
- روش مناسب نصب پوشش‌های شفاف

## ذخیره‌سازی انرژی
معمولاً در این مدل از روش‌های ذیل برای ذخیرهٔ انرژی خورشیدی استفاده می‌گردد:
- سنگ
- بتن
- دیواره‌های حاوی خاکستر
- کاشی‌های تیره در کف

در مکان‌هایی که برای ذخیره‌سازی گرما استفاده نمی‌شود باید از مواد دارای قابلیت انعکاس برای انعکاس نور به داخل گلخانه استفاده شود.